# Noam Chomsky
Avram Noam Chomsky, född 7 december 1928 i Philadelphia, Pennsylvania, är en amerikansk professor emeritus i lingvistik vid MIT. Förutom sin roll som ledande språkvetare är Chomsky även aktiv inom samhällsdebatten.
Chomsky har beskrivits som "den moderna lingvistikens fader". Hans arbete har även influerat områden som analytisk filosofi, kognitionsvetenskap, artificiell intelligens, datalogi, logik, matematik och psykologi. 
Chomsky har bland annat skapat Chomskyhierarkin, som är en klassificering av formella språk. Hans arbete inom generativ lingvistik bidrog starkt till behaviorismens nedgång och ledde till främjandet av kognitiva vetenskaper. I sin doktorsavhandling från 1955 och senare i den mer kända Syntactic Structures från 1957 introducerade han sin teori att delar av den mänskliga grammatiken är nedärvda i hjärnan (den så kallade generativa grammatiken). Hans teorier har haft stort inflytande på lingvistiken, även om inte alla forskare stödjer dem.
Vid sidan av sitt arbete inom språkvetenskap är Chomsky känd för sina vänsterradikala (säger vem? Källor?) åsikter och kritik mot USA:s utrikespolitik. Han beskriver sig själv som frihetlig socialist och förespråkare av syndikalism. Tillsammans med Edward Herman utvecklade han i boken Manufacturing Consent en modell över hur medierna tjänar samhällets maktelit, propagandamodellen. Han var även aktiv sionist på 1940-talet; dock var han motståndare till upprättandet av staten Israel, men har aldrig ansett att den bör upphöra att existera.
Noam Chomsky promoverades absens till hedersdoktor till Carl von Linnés minne vid Uppsala universitets Linnépromotion den 26 maj 2007.

## Biografi
Chomsky växte upp i en välbärgad judisk familj i Philadelphia. Hans far, William Chomsky, var forskare i hebreiska och född i Kejsardömet Ryssland (nuvarande Ukraina). Hans mor, Elsie Simonofsky, var även hon född i Ryssland (nuvarande Belarus). Noam var äldsta barnet i familjen. Hans yngre bror, David Eli Chomsky, föddes fem år senare.
Han influerades politiskt under sin uppväxt av en släkting som ägde en tidningskiosk i New York där judiska vänsterintellektuella samlades för att debattera dagsfrågor. Han skrev sin första politiska artikel vid 10 års ålder, om spanska inbördeskriget,  och identifierade sig från 12-13-årsåldern som anarkist.
År 1945, vid 16 års ålder, påbörjade Noam Chomsky studier i filosofi och lingvistik vid University of Pennsylvania, där han inspirerades av lingvistikprofessorn Zellig Harris. Chomsky skrev sin kandidatuppsats om den moderna hebreiskans morfofonemik, och fortsatte på samma tema i sin masteruppsats, som sedermera utgavs som bok. Från 1951 till 1955 tillhörde han Society of Fellows vid Harvard, samtidigt som han var doktorand. Han var redan då starkt kritisk mot behaviorismens inflytande inom lingvistiken, och föreläste om detta vid University of Chicago och Yale University. Han disputerade 1955 vid University of Pennsylvania med en avhandling som lade grunden till den generativa grammatiken. Avhandlingen publicerades 1975 under titeln The Logical Structure of Linguistic Theory.
Chomsky gifte sig 1949 med Carol Doris Schatz, som han levde med fram till hennes död 2008. De fick tre barn tillsammans.
Direkt efter disputationen 1955 blev Chomsky anställd som lärare vid Massachusetts Institute of Technology, där han blev kvar fram till pensionen, och även därefter som professor emeritus.

## Språkvetenskaplig verksamhet
Chomskys banbrytande arbete inom lingvistiken inleddes med doktorsavhandlingen 1955, och spreds till en bredare publik med boken Syntactic Structures (1957). Här lade han grunden till generativ grammatik, och utmanade därmed både den dittills dominerande strukturella lingvistiken med rötter hos Ferdinand de Saussure och Leonard Bloomfield, och det behavioristiska paradigm som då rådde inom beteendevetenskapen. Chomskys kritik av behaviorismen lade grunden till ett tydligt paradigmskifte inom språkvetenskapen.

## Politiska ståndpunkter

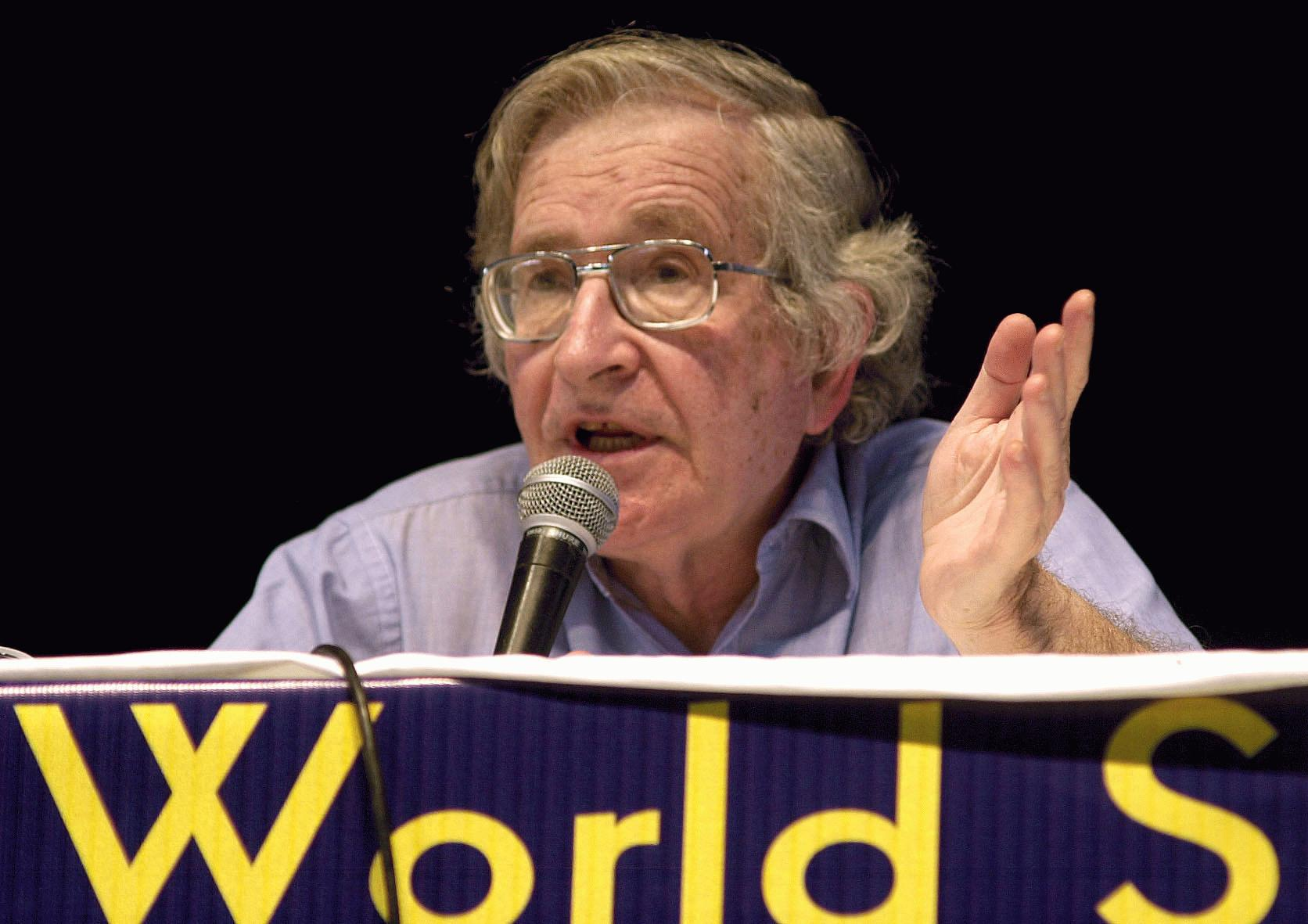
Chomsky vid World Social Forum år 2003.

Chomsky är känd även genom sin kritik av USA:s utrikespolitik och hur medier fungerar. I sin, tillsammans med Edward S Herman författade, bok Manufacturing Consent—The Political Economy of the Mass Media beskrivs fem filter för att sålla fram godkänd information i kapitalistiska system. Boken 9-11 om attacken mot World Trade Center 2001 skapade ytterligare uppmärksamhet. New York Times Book Review påstår i sin recension av boken Language and Responsibility att: "Noam Chomsky is arguably the most important intellectual alive", men säger även att han är "maddeningly simple-minded".
Chomsky har sagt att hans "personliga visioner är relativt traditionellt anarkistiska, med ursprung i upplysningen och klassisk liberalism" och han har prisat frihetlig socialism. Han sympatiserar med syndikalism och är medlem i Industrial Workers of the World, en syndikalistisk fackförening. Han kallar sig själv för en frihetlig anarkist (libertarian anarchist).
Chomsky genomförde tidigt kritiska analyser av globaliseringen. Han sammanfattade processen med orden "gammalt vin, nya flaskor", och hävdade att elitklassens motiv är detsamma som alltid: att försöka isolera folket från viktiga beslutsprocesser, med den skillnaden att de högsta beslutsfattande instanserna nu är transnationella bolag och överstatliga banker. Chomsky hävdar att de transnationella bolagen "utvecklar egna styrningsinstitutioner" som speglar deras globala räckvidd.
I sin bok For Reasons of State från 1973 argumenterade Chomsky för att ett samhälle kan fungera utan någon betald arbetskraft, till skillnad från det kapitalistiska samhället där människor är "löneslavar" eller ett auktoritärt samhälle där beslut fattas av centrala kommittéer. Han menar att ett lands befolkning bör vara fria att söka och utöva de jobb som de själva vill. Chomsky har under hela sitt politiska liv uttryckt ett starkt ogillande inför marxismen. Men även om Chomsky var mycket kritiskt inställd till Sovjetunionens försök att genomföra socialism så var han i vissa avseenden mindre kritisk till delar av de kommunistiska rörelserna i Asien, där han såg betydande gräsrotsrörelser i både kinesisk och vietnamesisk socialism.
Som en reaktion på USA:s krig mot terrorismen år 1981 och den nya förklaringen år 2001 har Chomsky hävdat att de främsta källorna till internationell terrorism är världen största makter, ledda av USA. Han använder en definition av terrorism från en amerikansk krigsmanual, där terrorism beskrivs som "beräknat våldsanvändande eller hot om våld för att ingjuta fruktan; i syfte att tvinga eller skrämma regeringar eller samhällen som ett medel för att uppnå politiska, religiösa eller ideologiska mål". I samband med USA:s invasion av Afghanistan hävdade han:
| ”               | Wanton killing of innocent civilians is terrorism, not a war against terrorism." | „ |
| – (9-11, s. 76) |                                                                                  |   |

### Språkvetenskapliga verk (urval)
För en komplett bibliografi fram till år 2000, se Chomskys personliga webbplats vid MIT.
- 1951 - Morphophonemics of Modern Hebrew. Master's thesis, University of Pennsylvania.
- 1955 - Logical Structure of Linguistic Theory. (A typescript Chomsky wrote in preparation for his PhD thesis, including hand-written notes made in preparation for the 1975 book, is available as a 436 MiB, 919 page PDF.)
- 1955 - Transformational Analysis. Ph.D. dissertation, University of Pennsylvania.
- 1957 - Chomsky, Noam; Halle, Morris; Lukoff, Fred (11 October 1956). ”On Accent and Juncture in English”. i Halle, Morris; Lunt, Horace; McLean, Hugh m.fl.. For Roman Jakobson. Essays on the occasion of his sixtieth birthday. The Hague: Mouton. sid. 65–80
- 1957 - Chomsky, Noam (1957). Syntactic Structures. The Hague: Mouton
  - Syntaktiska strukturer (översättning av Anders Löfqvist och Eva Wigforss, Gleerup, 1973)
- 1959 - Chomsky, Noam (1959). ”Reviews: Verbal behavior by B. F. Skinner”. Language 35 (1):  sid. 26–58. http://www.chomsky.info/articles/1967----.htm.
- 1964 - Chomsky, Noam (1964). Current issues in linguistic theory. The Hague: Mouton
- 1965 - Chomsky, Noam (1965). Aspects of the Theory of Syntax. Cambridge: The MIT Press
- 1965 - Chomsky, Noam (1965). Cartesian Linguistics. New York: Harper and Row (Reprint: Chomsky, Noam (1986). Cartesian Linguistics. A Chapter in the History of Rationalist Thought. Lanham, Maryland: University Press of America)
- 1966 - Topics in the Theory of Generative Grammar.
- 1968 - The Sound Pattern of English (tillsammans med Morris Halle) New York: Harper & Row.
- 1968 - Language and Mind
  - Människan och språket (översättning Peter Werner, PAN/Norstedt, 1969)
- 1972 - Studies on Semantics in Generative Grammar.
- 1975 - The Logical Structure of Linguistic Theory.
- 1975 - Chomsky, Noam (1975). Reflections on Language. New York: Pantheon Books. ISBN 0-394-49956-5
  - Om språket: problem och perspektiv (översättning Christina Hultcrantz, Norstedt, 1978)
- 1977 - Essays on Form and Interpretation.
- 1979 - Morphophonemics of Modern Hebrew.
- 1980 - Rules and Representations.
- 1981 - Lectures on Government and Binding: The Pisa Lectures. Holland: Foris Publications. Reprint. 7th Edition. Berlin and New York: Mouton de Gruyter, 1993.
- 1982 - Some Concepts and Consequences of the Theory of Government and Binding.
- 1982 - Language and the Study of Mind.
- 1982 - Noam Chomsky on The Generative Enterprise, A discussion with Riny Hyybregts and Henk van Riemsdijk.
- 1984 - Modular Approaches to the Study of the Mind.
- 1986 - Knowledge of Language: Its Nature, Origin, and Use.
- 1986 - 'Barriers. Linguistic Inquiry Monograph Thirteen. Cambridge, MA and London: The MIT Press.
- 1987 - On Power and Ideology: The Managua Lectures Boston: South End Press.
- 1988 - Language and Politics Montreal: Black Rose Books.
- 1993 - Language and Thought.
- 1995 - The Minimalist Program. Cambridge, MA: The MIT Press.
- 1998 - On Language.
- 2000 - New Horizons in the Study of Language and Mind.
- 2000 - The Architecture of Language (Mukherji, et al., eds.).
- 2000 - Minimalist Inquiries: The Framework. Step by Step: Essays on Minimalist Syntax in honor of Howard Lasnik. Martin, r., D. Michaels and J. Uriagereka (eds). Cambridge, Mass: MIT Press.
- 2000 - (tillsammans med U. T. Place) "The Chomsky-Place correspondence 1993–1994". Edited, with an introduction and suggested readings, by T. Schoneberger. The Analysis of Verbal Behavior, 17, 7–38.
- 2001 - On Nature and Language (Adriana Belletti and Luigi Rizzi, ed.).
- 2001 - Derivation by Phase. Ken Hale: A Life in Language. Kenstowicz, Michael (ed). Cambridge, Mass: MIT Press. pp. 1–54.
- 2004 - Beyond Explanatory Adequacy. Structures and Beyond. Belletti Adriana (ed). The Cartography of Syntactic Structure Vol 3. Oxford: OUP. pp. 104–131.
- 2005 - Three Factors in Language Design. Linguistic Inquiry. 36:1-22.
- Chomsky, Noam (2006). The architecture of language Oxford University Press
- Chomsky, Noam (2007). Approaching UG From Below. Interfaces + Recursion = Language? Sauerland, Uli and Hans Martin Gärtner (eds). New York: Mouton de Gruyter. pp. 1–29.
- 2008 - Chomsky, Noam (2008). ”On Phases”. i Freidin, Robert; Otero, Carlos P.; Zubizarreta, Maria Luisa. Foundational Issues in Linguistic Theory. Essays in Honor of Jean-Roger Vergnaud. Cambridge, MA: The MIT Press. sid. 133–166. ISBN 978-0-262-06278-7
- 2012 - (tillsammans med James McGilvray) The Science of Language. Cambridge University Press. ISBN 978-1-107-60240-3.
- 2012 - Chomsky, Noam (2012). Chomsky's Linguistics. Cambridge, MA: MIT Working Papers in Linguistics. ISBN 0615567126. http://mitwpl.mit.edu/catalog/chomsky
- 2012 (tillsammans med Belletti, Adriana & Rizzi, Luigi) On Nature and Language Cambridge University Press
- 2012 - New Horizons in the study of language and mind Cambridge University Press
- 2013 - Johan J. Bolhuis, Martin Everaert, Robert C. Berwick och Noam Chomsky (2013) Birdsong, Speech, and Language: Exploring the Evolution of Mind and Brain MIT Press
- ? - Nuestro conocimiento del lenguaje humano
  - Vår kunskap om det mänskliga språket (översättning Jan Hedenrud, Alhambra, 1999)

### Politiska verk
Några av dessa böcker är tillgängliga online på engelska.
- 1969 - American Power and the New Mandarins
  - Makt och motstånd (översättning Magnus K:son Lindberg, PAN/Norstedt, 1969)
- 1970 - At War with Asia
  - I krig med Asien (översättning Magnus K:son Lindberg, PAN/Norstedt, 1971)
- 1971 - Problems of Knowledge and Freedom: The Russell Lectures
  - Kunskap och frihet: Bertrand Russell-föreläsningar (översättning Magnus K:son Lindberg, PAN/Norstedt, 1972)
- 1973 - For Reasons of State
  - Psykologi och ideologi ([fyra valda essäer], översättning Richard Matz, PAN/Norstedt,1974 )
- 1973 - (tillsammans med Herman, Edward. CENSORED FULL TEXT Counter-Revolutionary Violence: Bloodbaths in Fact and Propaganda. Andover, MA: Warner Modular. Module no. 57.
- 1974 - Peace in the Middle East: Reflections on Justice and Nationhood
  - Fred i Mellersta Östern?: reflexioner över rätt och nationell självständighet (översättning Boo Cassel, PAN/Norstedt, 1975)
- 1979 - Language and Responsibility. New York: Pantheon.
- 1979 Political Economy of Human Rights ((tillsammans Edward S. Herman) (två vol.). Boston: South End Press. ISBN 0-89608-090-0 & ISBN 0-89608-100-1
  - De mänskliga rättigheternas politiska ekonomi, (1): Washingtonsambandet och fascismen i tredje världen (översättning XXX, Arbetarkultur, 1981)
- 1981, 2013 - Otero, C.P. (Ed.) Radical Priorities. Montréal: Black Rose; Stirling, Scotland: AK Press.
- 1982 - Towards a New Cold War: Essays on the Current Crisis and How We Got There. New York: Pantheon.
- 1983, 1999 - The Fateful Triangle: The United States, Israel, and the Palestinians. Boston: South End Press. ISBN 0-89608-601-1
- 1985 - Turning the Tide: U.S. Intervention in Central America and the Struggle for Peace. Boston: South End Press.
- 1986 - Pirates and Emperors: International Terrorism and the Real World. New York: Claremont Research and Publications.
- 1987- On Power and Ideology: The Managua Lectures
  - Makt och ideologi (översättning Johnny Lindholm, Epsilon, 1988)
- 1987 - Peck, James (Ed.) Chomsky Reader ISBN 0-394-75173-6
- 1988 - The Culture of Terrorism
  - Terrorismens kultur (översättning Johnny Lindholm och Jan-Erik Lundström, Epsilon, 1990)
- 1988, 2002 - (tillsammans med Herman, Edward). Manufacturing Consent: The Political Economy of the Mass Media. New York: Pantheon.
- 1989 - Necessary Illusions. Boston: South End Press.
- 1989 - Language and Politics. Montréal: Black Rose.
- 1991 - Terrorizing the Neighborhood: American Foreign Policy in the Post-Cold War Era. Stirling, Scotland: AK Press.
- 1992 - Deterring Democracy
  - Man kan inte mörda historien (översättning Johnny Lindholm, Epsilon press, 1995)
- 1992 - Chronicles of Dissent. Monroe, ME: Common Courage Press.
- 1992 - What Uncle Sam Really Wants. Berkeley: Odonian Press.
- 1993 - Year 501: The Conquest Continues
  - Man kan inte mörda historien (översättning Johnny Lindholm, Epsilon press, 1995)
- 1993 - Rethinking Camelot: JFK, the Vietnam War, and U.S. Political Culture. Boston: South End Press.
- 1993 - Letters from Lexington: Reflections on Propaganda. Monroe, ME: Common Courage Press.
- 1993 - The Prosperous Few and the Restless Many. Berkeley: Odonian Press.
- 1994 - Keeping the Rabble in Line. Monroe, ME: Common Courage Press.
- 1994 - World Orders Old and New. New York: Columbia University Press.
- 1996 - Class Warfare. Pluto Press.
- 1998 - Linguaggio e Politica, Di Renzo Editore, Roma
- 1999 - Profit Over People. Seven Stories Press.
- 2000 - Rogue States: The Rule of Force in World Affairs
  - Skurkstater: den starkares rätt i världspolitiken (översättning Gunnar Sandin, Ordfront, 2001)
- 2001 - 9-11
  - 11/9 (översättning Margareta Eklöf [m.fl.], Ordfront, 2001)
- 2002 - Understanding Power: The Indispensable Chomsky (Mitchell, Peter & Schoeffel, John (Ed.))
  - Att förstå makten (översättning Gunnar Sandin, Ordfront, 2007)
- ? - Propaganda and the public mind
- Propagandans makt: samtal med Noam Chomsky (David Barsamian & Noam Chomsky, översättning Gunnar Sandin, Ordfront, 2002)
- 2003 - Hegemony or Survival (Del av the American Empire Project)
  - Hybris: USA:s strävan efter global dominans (översättning Gunnar Sandin och Birgit Stare, Ordfront, 2004)
- 2005 - Chomsky On Anarchism. AK Press. ISBN 1-904859-20-8

Svenska urvalsvolymer
- De intellektuellas ansvar (översättning Jan Wahlén, Wahlström & Widstrand, 1967)
- Högern och välfärden (översättning Johnny Lindholm och Ulf Modin, Epsilon, 1996)
- Historia och minne (översättning Johnny Lindholm och Ulf Modin, Epsilon, 1996)
- Makt, lögner och motstånd: intervjuer och essäer 1987-1997 (översättning Hans O. Sjöström, Ordfront, 1999)

### Om Chomsky
- Rai, Milan (1995). Chomsky's Politics
- Barsky, Robert (1997). Noam Chomsky: A Life of Dissent, MIT Press
- Horowitz, David, et al. (2004). The Anti-Chomsky Reader
- Zerzan, John: Who is Chomsky? [26]